# Friedrich Leybold
Friedrich Leybold (29 de septiembre de 1827- 31 de diciembre de 1879) fue un naturalista, farmacéutico y botánico alemán, que desarrolló parte de su obra científica en Chile, donde vivió.
En 1865, llega a Chile, estudiando la región del río Maule y su geología volcánica; en la provincia de Colchagua, río Cachapoal y por el río Tinguiririca. En 1871 hace una exploración y cruza la cordillera de los Andes, desde Santiago de Chile, hasta la localidad argentina de San Carlos, en la provincia de Mendoza, y retorna. Su enfoque exploratorio le permitía describir las nuevas especies de animales y vegetales, subyacendo la búsqueda de recursos naturales explotables.
Estuvo así varios años excursionando por Argentina y Chile, publicando
- Leybold F. 1873. Excursión a las pampas argentinas. Hojas de mi diario. Febrero de 1871. Imprenta Nacional. Santiago. 105 pp.[1]

A pesar del título, prácticamente es una descripción absolutamente chilena.

## Otros escritos
- 1852. Einige neue Pflanzen der Flora Tyrols. Flora oder allgemeine Botanische Zeitung 35 (26): 401–404

- 1852. Salicineae, publicado con F. Fleischer, 1852

- 1853. Daphne petraea, eine neue Pflanze der Tyroler Alpen. Flora oder allgemeine Botanische Zeitung 36 (6): 81–82

- 1853. Androsace Pacheri und Möhringia glauca, zwei neue Pflanzen der süddeutschen Alpenkette. Flora oder allgemeine Botanische Zeitung 36 (37): 585-586

- 1853. Neuere Bemerkungen über Androsace Hausmanni. Oesterreichisches botanisches Wochenblatt 3 (62): 412-413

- 1854. Botanische Skizzen von den Grenzen Südtirols

- 1854. And en Seiten von Tremale un Casette auf steinige Abbängen von circa 3500-4000 W.F.

- 1854. Der Schleern bei Botzen in Südtirol [sic: allgemeine Beschreibung desselben und Aufführung der daselbst gefundenen Gefässpflanzen, je nach ihren eigenthümlichen Standorten] Archivado el 2 de abril de 2015 en Wayback Machine.

- 1855. Stirpium in alpibus orientali-australibus nuperrime repertarum.., 60 pp. publicó Inter Doc. Co. 1995

- 1858. Dos nuevas plantas chilenas, Viola atropurpurea, i Barneoudia Domeykoana. An. de la Univ. de Chile 37: 158–159

- 1858. Cinco plantas nuevas de la Flora de Chile: Psycophila holophylla, Draber stenophyla, Viola rhombifolia, Viola microphilla Philippi, i Ceratophyllum chilense. An. de la Univ. de Chile 37: 678–683

- 1863. Descripciones de violetas nuevas, descubiertas en las cordilleras de Chile. An. de la Univ. de Chile 23: 671-672

- 1865. Cuatro especies nuevas de pájaros, descubiertos en la pendiente oriental de la cordillera que separa a la provincia de Santiago de la de Mendoza. An. de la Univ. de Chile 26: 712–718

- 1869. Descripción de una nueva especie de Picaflor (Trochilus Atacamensis) Lbd. An. de la Univ. de Chile 36: 43-44

- 1874. Excursión a las pampas argentinas. Hojas de mi diario. Febrero de 1871. Imprenta Nacional, Santiago

- 1875. con Marcos Jiménez de la Espada. Vertrebrados del viaje al Pacifico verificado de 1862 a 1865 por un comisión de naturalistas enviada por el Gobierno Español : batracios. Imprenta de Miguel Ginesta. Madrid

## Honores
- Miembro de la «Academia Cesárea Alemana Leopoldino–Carolina de Naturalistas»; corresponsal de varias sociedades científicas de Europa y de América.
- La abreviatura «Leyb.» se emplea para indicar a Friedrich Leybold como autoridad en la descripción y clasificación científica de los vegetales.[2]